# حتشپسوت (شاهدخت)

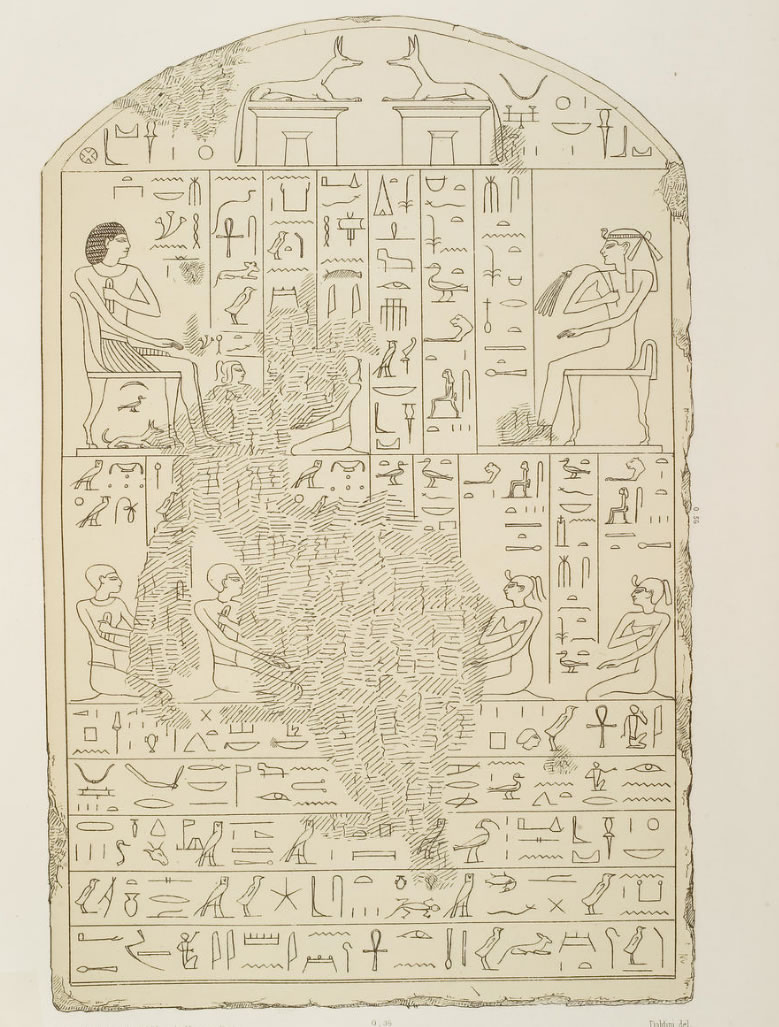
سنگ یادبود، موزه مصر سی‌جی ۲۰۳۹۴

حتشپسوت (به انگلیسی: Hatshepsut) نام یک یا چند شاهدخت در مصر باستان در دوران حکمرانی دودمان سیزدهم مصر بود. دستکم سه مدرک تاریخی وجود دارد که از شخصی به نام حتشپسوت نام برده‌اند. مشخص نیست که آیا این موارد به یک فرد خاص اشاره دارد یا زنانی متفاوت.

## نشانه‌های تاریخی در مورد شاهدخت حتشپسوت
سه مدرک تاریخی شناخته‌شده وجود دارد که به دختری به نام حتشپسوت، دختر پادشاه، اشاره دارند. به نظر می‌رسد که همه این شواهد به اوایل دودمان سیزدهم مصر تعلق دارند.

### سنگ یادبود نجسعنخ/ایو، همسر شاهدخت حتشپسوت
در ابیدوس، یک سنگ یادبود آهکی یافت شده که به دختری به نام شاهدخت حتشپسوت اشاره دارد. در این سنگ‌نبشته ذکر شده که او دختر یک همسر بزرگ سلطنتی به نام «نُفرت» بوده است. نام پدر سلطنتی او در اینجا ذکر نشده است. «ملکه نُفرت» نیز در منابع دیگر ناشناخته است. از نظر سبک‌شناسی، این سنگ‌نبشته به دودمان سیزدهم مصر تعلق دارد.
این سنگ یادبود متعلق به فرمانده ناوگان سلطنتی، نجسعنخ/ایو است که دو همسر داشته: یکی حتشپسوت، دختر همسر بزرگ سلطنتی نُفرت، و دیگری زنی به نام نوبموآخ. همچنین در این سنگ یادبود از دخترش نبتی‌اونت، بانوی خانه‌ها نیز یاد شده است. متن این سنگ‌نبشته منتشر شده و در دسترس است.

### مُهر اسکراب دختر شاه، حتشپسوت
همچنین یک اسکراب متعلق به دختری به نام حتشپسوت شناخته شده است. ری‌هولت معتقد است که این مهر با طرح طناب مارپیچی تزئین شده و می‌توان آن را در دستهٔ «ملکه نوع اول» قرار داد؛ سبکی که پیش از سلطنت سوبک‌حتپ سوم در اوایل دودمان سیزدهم مصر رواج داشته است.

### اهرام دختر شاه، حتشپسوت

#### هرم
در دهشور هرمی متعلق به دختر شاه حتشپسوت کشف شده که به اوایل دودمان سیزدهم مصر بازمی‌گردد و در سال ۲۰۱۷ کشف شد. این هرم از خشت ساخته شده و با سنگ آهک سفید پوشانده شده بود. اما با گذر زمان، سنگ‌های آهک دزدیده شدند و خشت‌ها نیز فرسوده شدند، به طوری که تنها زیرساخت آن باقی مانده است. در بیرون ورودی هرم، سنگی از جنس مرمر گچی یافت شد که روی آن، کتیبه‌های تدفینی (متون اهرام) به خط هیروگلیف حک شده بود، اما به شکلی ناشیانه اجرا شده بودند. این سنگ حاوی کارتوش شاهی «امنی کیماو» بود؛ بنابراین، به نظر می‌رسد که حتشپسوت با پادشاه امنی کیماو مرتبط بوده است. باستان‌شناس «کریس نانتون» در حفاری این محل حضور داشته است. این هرم در پایان دوره پادشاهی میانه ساخته شده و از آخرین اهرام پیش از دوره دوم میانی مصر محسوب می‌شود.

#### اتاق تدفین
اتاق تدفینی که در زیر هرم قرار دارد، همچنان با تخته‌سنگی گرانیتی به وزن ده تن مسدود بود. اما پس از باز شدن، مشخص شد که محتویات آن از پیش به‌شدت آسیب دیده‌اند، که نشان می‌دهد اتاق پیش از آنکه مهر و موم شود، غارت شده بود. درون اتاق، جعبه‌ای چوبی و تزئین‌شده پیدا شد که احتمالاً جعبهٔ کانوپی (ظروف اندام‌های داخلی) متعلق به شاهدخت حتشپسوت بوده است، اما چهار کوزهٔ کانوپی آن مفقود شده‌اند. این جعبه در ابتدا در طاقچه‌ای از اتاق قرار داشته اما بر کف زمین پیدا شد. همچنین بقایای شکستهٔ یک تابوت چوبی نیز کشف شد که بعدها تا حدودی بازسازی شد. سبک این تابوت با زنانی از طبقهٔ بالا در دوره پادشاهی میانه مصر و با مدل موهای موسوم به «کلاه‌گیس حاثور» مطابقت دارد. هیچ مومیایی‌ای یافت نشد، اما استخوان‌های یافت‌شده نشان می‌دهند که مقبره مورد استفاده قرار گرفته بوده است.